# Juan Alfredo Farías
Juan Alfedo Farías Salazar (Río Seco, Tucumán; 8 de mayo de 1945) es un exfutbolista argentino nacionalizado boliviano que jugaba como delantero.

## Trayectoria

### Atlético Tucumán
Farías debutó con la camiseta de Atlético Tucumán en 1965, al año siguiente de que la institución se consagrara octacampeona del fútbol tucumano. Jugó en el decano hasta 1967.

### Mariscal Santa Cruz
En 1968 se mudó a Bolivia para jugar en Mariscal Santa Cruz. En 1970 se coronó campeón de la Recopa Sudamericana de Clubes y se convirtió en el primer y único club boliviano en ganar un título internacional.

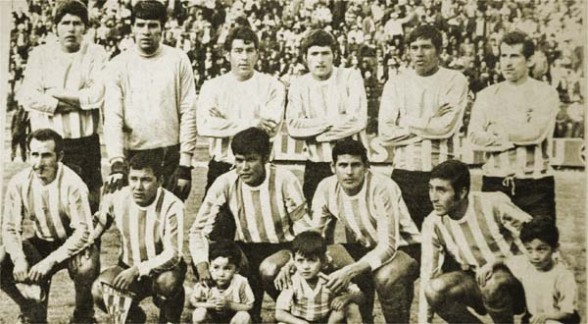
Formación de Mariscal Santa Cruz campeón en 1970.

### The Strongest
Luego de su gran 1970, pasó a The Strongest. Su primera etapa en el tigre fue de 1971 hasta 1972, donde obtuvo el Campeonato Paceño en su primer año. Su segunda etapa fue desde 1975, cuando jugó la Copa Libertadores, hasta 1976.

### Deportivo Municipal
En 1973 llegó a Deportivo Municipal. En su primer año se consagró campeón del Campeonato Paceño y subcampeón de la Primera División. Gracias al subcampeonato boliviano, clasificó a la Copa Libertadores 1974.

### Independiente Unificada
En 1977 llegó a Independiente Unificada, el último club de su carrera.

## Selección Boliviana
En 1969 se nacionalizó boliviano y fue convocado a la Selección. Con la selección boliviana disputó las Eliminatorias del Mundial de México 1970, donde se quedó a las puertas de la clasificación al mundial. En 1975 jugó la Copa América.

## Clubes
| Club                | País      |
| ------------------- | --------- |
| Atlético Tucumán    | Argentina |
| Mariscal Santa Cruz | Bolivia   |
| The Strongest       | Bolivia   |
| Deportivo Municipal | Bolivia   |

## Palmarés
| Título                        | Equipo              | País    | Año  |
| ----------------------------- | ------------------- | ------- | ---- |
| Recopa Sudamericana de Clubes | Mariscal Santa Cruz | Bolivia | 1970 |
| Campeonato Paceño             | The Strongest       | Bolivia | 1971 |
| Campeonato Paceño             | Deportivo Municipal | Bolivia | 1973 |